# علیت
عِلیَّت یا رابطهٔ میان علت و معلول در فارسی پیوندی میان یک رویداد (علت) با رویدادی دوم (اثر یا معلول) یا برآیند است که در آن، رویداد دوم برآمده از رویداد اول است. این نیز به بٌن و بَر شناخته می‌شود.
به زبان ساده، علت «وجودبخشِ» معلول است و معلول هستیِ خود را از علت می‌گیرد.
و معلول در نتیجهٔ علت به وجود می‌آید؛ مثلاً در جملهٔ «باد وزید و شاخه‌های درخت تکان خورد»
وزیدنِ باد «علت» و تکان خوردن شاخه‌های درخت «معلول» است.

### اصل علیت
اصل علیت يك اصل كلّى و عام،در فلسفه است. این اصل در قالب یک قضیه بیان می شود. قضیه ای که دلالت بر نیازمندی معلول به علت دارد و لازمه‌اش این است که معلول بدون علت، تحقق نیابد. و مورد استناد همه علومى است كه درباره احکام موضوعات حقيقى، بحث مى‌كنند. همچنین كلّيت و قطعيّت در قوانین علمى، مرهون اصل علّیت است و بدون پذیرش این اصل نمى‌توان قانون كلّى و هیچ قانون قطعى را در هيچ علمى به اثبات رسانيد.

## تعریف علت و معلول
اگر وجود «الف» و «ب» را با یکدیگر مقایسه کنیم و ببینیم که «الف» موجودی است که تحققِ موجود دیگر (یعنی «ب») به آن وابسته است، وجودِ الف را «علت» و وجودِ ب را «معلول» می‌نامیم.

## انواع علت
علت‌ها یا بن‌انگیزها بر سه گونه و قسم‌اند: «علت‌های لازم (ناقصه/مجبره)»، «علت کافی (تامّه/ مختاره/ حقیقیه)» و علت مشارکت‌کننده (دخیل، سهیم)
- علت لازم یا همبایسته : اگر وجود یک چیز برای تحقق و وجود یک چیز دیگر لازم باشد؛ مثلاً وجود «X» برای تحقق و وجود «Y» لازم باشد.
- علت کافی یا بسنده: x است اگر وجودش برای تحقق و وجود y کافی باشد. در اینجا با وجود x وجود y ضرورت می‌یابد. علت کافی قطعاً لازم نیز هست.
- علت مشارکت‌کننده یا انباز کننده: x است اگر قبل از y موجود باشد، برای وجود y لازم نباشد، و تغییرش موجب تغییر y شود.

علت را به اقسام دیگری نیز تقسیم کرده‌اند:
درونی (ماهُوی) و برونی (وجودی)؛ حقیقی و اعدادی؛ مقتضی و شرط؛ انحصاری و بدیل‌پذیر؛ تام و ناقص و… اما یکی از تقسیمات آن - که از زمان ارسطو تاکنون در بسیاری از منابع فلسفی به به چشم می‌خورَد - تقسیم چهارگان به شرح زیر است: 
- علت صوری: آنچه شکل و صورت معلول را باعث می‌شود.
- علت مادی: آنچه زمینهٔ پیدایی معلول است و در ضمنِ آن باقی می‌مانَد.
- علت غایی: انگیزهٔ فاعل برای انجام کار است.
- علت فاعلی: علتی که معلول از آن پدید می‌آید. علت فاعلی دو اصطلاح دارد: یکی علت فاعلی طبیعی و دیگری علت فاعلی الهی که منظور از آن موجودی است که موجود را پدید می‌آورَد و به آن از عدم، هستی می‌بخشد.[۶]

حال هریک از چهار نوع بالا به این حالات: بالذّات و بالعَرَض، قریب و بعید، خاص و عام، جزئی و کلی، بسیط و مرکب، بالفعل و بالقوه تقسیم‌پذیرند.

## علت‌نما
لطفاً با توسعهٔ این بخش با توجه به en:Causality#Questionable Cause و en:Questionable cause به ویکی‌پدیا کمک کنید.
علت سؤال‌برانگیز (مغالطهٔ علی/علت‌نما) چیزی است که به‌اشتباه علت چیزی دیگر ادعا شود؛ مثلاً چون B مکرراً پس از A آمده‌است، نتیجه گرفته شود که A علت B است.

## ارکان قاعدهٔ علیت
قاعدهٔ علیت چند فرع دارد که پاره‌ای از آن‌ها عبارتند از:
1. ضرورت یا بایستگی علّی و معلولی: منظور از این قاعده آن است که هرگاه علت تامّهٔ چیزی محقَّق شود، وجود معلول نیز ضروری و حتمی خواهد شد و نبودنش محال می‌گردد. از طرف دیگر، با فقدان علت تامّه نیز وجود معلول ممتنع است و تا علت تامّه تحقق نیابد معلول هرگز موجود نخواهد شد.
2. سنخیت یا پیوند علّی و معلولی: این قاعده مدعی آن است که بین علت و معلول قانون خاصی برقرار است. قائل بودن به سنخیت علت و معلول یعنی انتظار پدید آمدن و موجود شدن یک معلول خاص از یک علت خاص. به بیان دیگر قائل بودن به اصل سنخیت نفیّ وجود آمدن هرچیز از هرچیز است.
3. معیت یا همراهی علّی و معلولی: براساس این قاعده، معلول از علت تامّه انفکاک‌ناپذیر است و با وجود علت تامّه بلافاصله وجود معلول حتمی است.

## رابطهٔ معلول و علت هستی‌بخش (علت تامّه)[۹][۱۰]
یکی از پرسش‌های اساسی در باب علیت، چگونگی پیوند معلول و علت فاعلی است. به عبارت دیگر، اینکه گفته می‌شود علت به معلول وجود می‌دهد، به چه معناست؟ آیا علت وجود را از جایی برداشته و به معلول ارائه می‌کند، همان‌طور که کسی هدیه‌ای به دوست خود تقدیم می‌کند؟ چنین تصوری تناقض‌آمیز است. برای روشن شدن مطلب، ابتدا باید دید در دادوستدهای رایج چه مؤلفه‌هایی وجود دارد؛ آنگاه چگونگی افاضهٔ وجود به معلول از سوی علت را سنجید و ارزیابی کرد. در دادوستدهای معمولی ۴ یا ۵ مؤلفه قابل شناسایی است. به عنوان مثال، اگر «علی» کتاب «فیزیک» را به «محمد» تقدیم کند و محمد آن را بپذیرد، در این فرایند سازه‌های زیر وجود خواهد داشت:
1. دهنده: علی
2. گیرنده: محمد
3. شیء داده‌شده: کتاب فیزیک
4. دادن: کار یا حرکتی که از علی سر زده‌است.
5. گرفتن: کار و حرکتی که محمد انجام داده‌است.

موارد ۳–۱ ذَوات و اشیایی مستقل از یکدیگرند و هریک بدون دیگری وجود دارند. اما موارد ۴ و ۵ هیچ هویت مستقلی ندارند، زیرا حقیقت آن‌ها چیزی جز فعل و کار نیست و هر کاری قائم به فاعل و کنندهٔ کار است و بدون آن امکان وجود نخواهد داشت. اکنون باید دید که آیا علت و معلول نیز چنین رابطه‌ای دارند، یعنی در آن مؤلفه‌های فوق به شرح زیر وجود دارند؟
1. وجود دهنده: علت
2. وجود گیرنده: معلول
3. شیء داده‌شده: وجود، واقعیت
4. وجود دادن: ایجاد
5. وجود گرفتن: موجود شدن

بدون شک چنین تصوری از رابطهٔ علیت نادرست است. برای روشن‌تر شدن مطلب، هریک از مؤلفه‌های بالا را بررسی می‌کنیم:
1. وجود دهنده یا علت هستی‌بخش وجودی مستقل و ناوابسته به دیگر مؤلفه‌های فوق دارد؛ بنابراین، وجود آن نه‌تنها دارای هیچ مشکلی نیست، بلکه امری ضروری و لازم است و بدون آن هیچ حادثه‌ای رخ نخواهد داد.
2. دومین مؤلفه (معلول) هرگز نمی‌تواند وجودی جدا از شیء داده‌شده (وجود، واقعیت) داشته باشد؛ زیرا اگر معلول گسسته از وجودی که از علت دریافت می‌دارد، دارای وجود و واقعیت باشد، خُلف فرض و تناقض لازم می‌آید؛ زیرا فرض این است که معلول وجود خود را از علت دریافت می‌کند، درحالی‌که اگر معلول واقعیتی غیر از آنچه از علت دریافت می‌کند دارا باشد، پس بدون دریافت وجود از علت، موجود است، و این دقیقاً به معنای آن است که معلول آن نیست و چنین چیزی تناقض است و محال؛ بنابراین، وجود گیرنده (معلول) عیناً همان شیء داده‌شده (وجود، واقعیت) است و دوگانگی آن‌ها ناشی از اعتبار و تحلیل ذهنی است، نه تفاوت واقعی و عینی.
3. مؤلفهٔ سوم (شیء داده‌شده؛ وجود، واقعیت معلول) هرگز نمی‌تواند مستقل از عنصر چهارم (وجود دادن؛ ایجاد) باشد؛ زیرا اگر واقعیت داده‌شده هویتی جدا از عمل دادن (ایجاد) داشته باشد، لازمه‌اش آن است که علت با آن واقعیت مستقل، اضافه و ارتباط برقرار کند و آن را بردارد و به معلول بدهد. چنین فرضی مستلزم این است که برای گیرنده (معلول) نیز واقعیتی مستقل فرض کنیم، درحالی‌که قبلاً محال بودن این فرض روشن شد؛ بنابراین، با کنار هم نهادن این مقدمات به‌خوبی روشن می‌شود که واقعیت معلول چیزی جز ایجاد نیست و در رابطهٔ علت و معلول، گیرنده و شیء داده‌شده و عملِ دادن، یکی بیش نیست که براساس اختلاف زاویهٔ نگرش و اعتبارات ذهنی، با تعابیر گوناگون از آن یاد می‌شود.
4. مؤلفهٔ چهارم (ایجاد) نیز هیچ استقلالی ندارد، زیرا ایجاد فعل و کار فاعل است و هر فعلی قائم به فاعل، بلکه عین ربط و تعلق به آن است و بدون آن هیچ حقیقتی ندارد؛ بنابراین، تا اینجا آنچه هست علت است و فعل او و دیگر هیچ.
5. عملِ گرفتن نیز به لحاظ آن که فعل است هیچ‌گونه استقلال وجودی ندارد و قوام آن به وجود و کنش فاعل است. از طرف دیگر، چنان‌که گذشت، وجود گیرنده (معلول) نیز هیچ‌گونه استقلالِ وجود نداشت؛ بنابراین، وجود گرفتن به معنای صدور نوعی فعل از معلول نیز بی‌معناست، زیرا لازمهٔ آن وجود معلول در مرحلهٔ پیش از اخذ وجود است؛ بنابراین، وجود گرفتنِ معلول معنایی جز تحقق عینی آن، که همان افاضه و ایجاد علت است، نیست.

نتیجه آنکه در رابطهٔ علت هست‌بخش و معلول تنها دو واقعیت در کار است:
1. علت: که واقعیتی مستقل است و مُفیضِ وجود معلول و ایجادکنندهٔ آن است.
2. معلول: که هیچ استقلالی ندارد و کار و فعلِ فاعل است و ازاین‌رو هویتی جز جعل و تعلق ندارد؛ و وجود آن همان ایجاد و کارِ علت است.

## دیدگاه‌ها درمورد علیت
- فیلسوفانی چون دکارت برآنند که عقل آدمی بدون دخالت حس و تجربه و فطرتاً قادر به فهم و تصور رابطهٔ علیت است.[۱۱]
- گروهی دیگر علیت را مفهومی عقلی و فرا تجربی می‌دانند. کانت می‌گوید: «تصور علیت را، که همهٔ ما دائماً به کار می‌بریم، ممکن است تجربه پیشنهاد کرده باشد، اما این معنا ثابت نمی‌کند که مأخوذ از تجربه است.»[۱۲]
- فیلسوفانی چون دیوید هیوم هیچ‌گونه مبدأ فرا تجربی در باب شناخت را به رسمیت نمی‌شناسند و براین‌اساس تصور علیت را نیز دارای خاستگاه تجربی می‌دانند. همچنین دیوید هیوم علیت را نوعی تداعی روانی می‌داند و بر این قائل است که تجربهٔ تکرر توالی دو پدیده این احساس را به آدمی می‌دهد.

## دیدگاه آماری درمورد علیت
در آمار مسائل علیت به‌این‌گونه مطرح می‌شوند:
فرض کنید دو فرایند تصادفی {\displaystyle X\!} و {\displaystyle Y\!}  داده‌شده‌اند. آیا فرایند {\displaystyle X\!} می‌تواند علت فرایند {\displaystyle Y\!} باشد؟
تعبیرهای آماری مختلفی از این مسئله ارائه شده‌است. از مورد قبول‌ترین تعبیرها علیت به بیان گرانجر حاصل کار کلیو گرانجر است که جایزه نوبل اقتصاد را برای او به ارمغان آورد. آزمایش علیت گرانجر بر پیش‌بینی فرایندها استوار است؛ به این معنی که اگر گذشته فرایند {\displaystyle X\!} در پیش‌بینی مقدار فرایند {\displaystyle Y\!} در آینده به طرز معناداری کمک کند، گفته می‌شود: «فرایند {\displaystyle X\!} علت فرایند {\displaystyle Y\!} است به بیان گرانجر».

## علیت در فیزیک

### علیت در فیزیک مدرن
بحث مهمی در زمینه مبانی مدرن فیزیک،‌ بین اینشتین و گروه کپنهاک (تفسیر کپنهاکی) در جریان بوده، که همچنان در فیزیک یکی از مهم ترین مباحث مهم و همچنان در جریان است. به تفسیرهای مکانیک کوانتومی و قضیه بل ارتباط دارد. زمینه ی این بحث،‌ فیزیک کوانتم،‌ و نسبیت اینشتین (خصوصا نسبیت عام) و تناقضی در فرمولبندری ریاضی بین این دو نظریه است. 
از موارد مناقشه آمیز دیگر در این زمینه میتوان به علیت معکوس (یا علیت پس‌رونده) و مساله‌ی تعریف زمان و  تکامل زمانی در فیزیک مدرن اشاره کرد.